# Irina-Camelia Begu

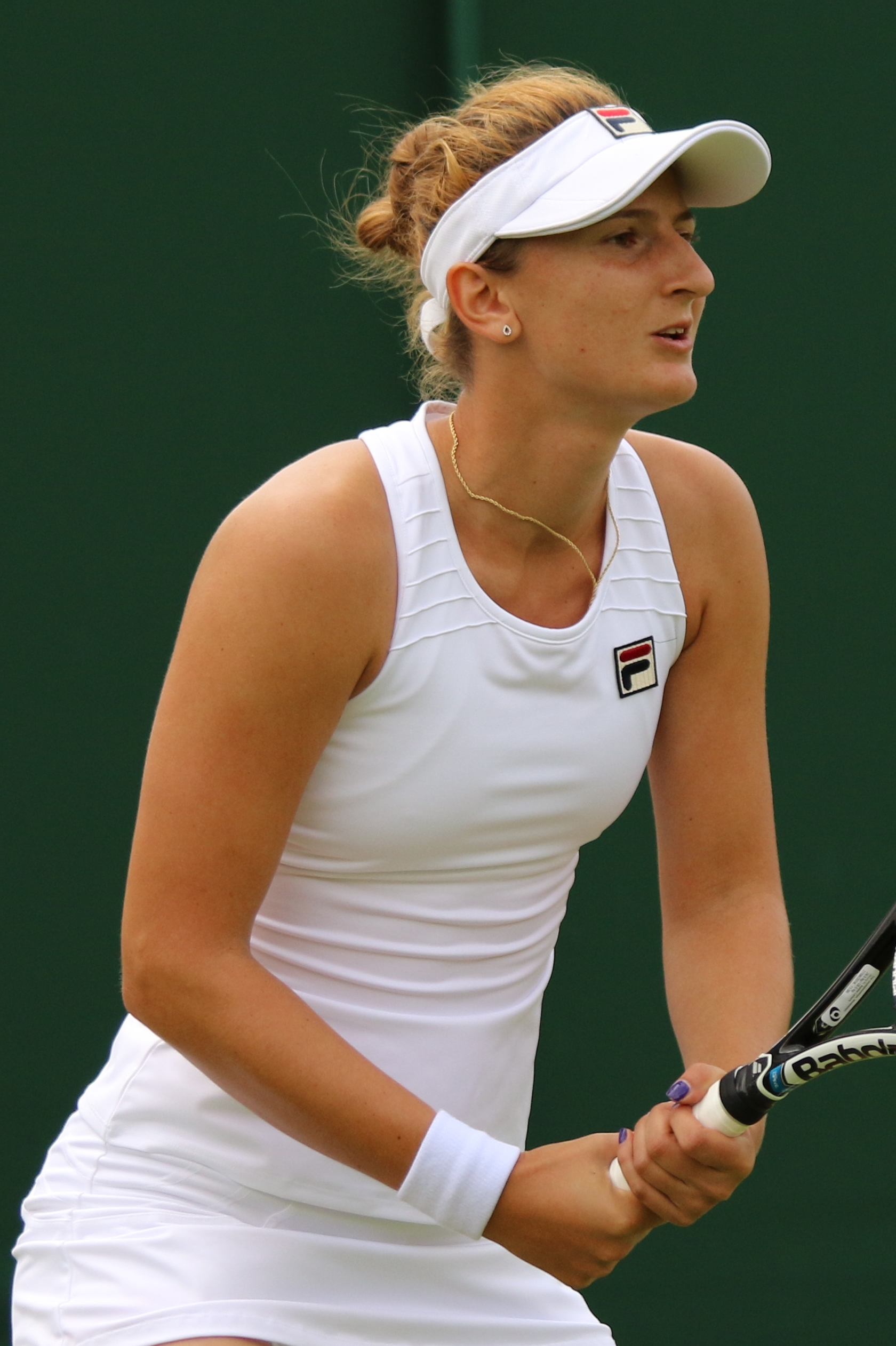
Wimbledon 2016

Irina-Camelia Begu (Boekarest, 26 augustus 1990) is een tennisspeelster uit Roemenië. Begu begon als driejarige met tennis, toen zij werd gecoacht door haar tante. Haar favoriete ondergrond is gravel en hardcourt. Zij speelt rechtshandig en heeft een tweehandige backhand. Zij is actief in het internationale tennis sinds 2005.

## Loopbaan

### Enkelspel
Begu debuteerde in 2005 op het ITF-toernooi van haar geboortestad Boekarest (Roemenië). Zij stond in 2006 voor het eerst in een finale, op het ITF-toernooi van Boekarest – zij verloor van landgenote Alexandra Cadanțu. In 2007 veroverde Begu haar eerste titel, op het ITF-toernooi van Brașov (Roemenië), door landgenote Andreea Mitu te verslaan. In totaal won zij twaalf ITF-titels, de laatste in 2020 in Caïro (Egypte).
In 2009 kwalificeerde Begu zich voor het eerst voor een WTA-hoofdtoernooi, op het toernooi van Boedapest. Zij stond in 2011 voor het eerst in een WTA-finale, op het toernooi van Marbella – zij verloor van de Wit-Russin Viktoryja Azarenka. In 2012 veroverde Begu haar eerste WTA-titel, op het toernooi van Tasjkent, door de Kroatische Donna Vekić te verslaan. In 2012 nam zij deel aan de Olympische Spelen in Londen, en in 2016 aan de Olympische Spelen in Rio de Janeiro. Tot op heden(juli 2025) won zij tien WTA-titels, de meest recente in 2025 in Iași.
Haar beste resultaat op de grandslamtoernooien is het bereiken van de vierde ronde. Haar hoogste notering op de WTA-ranglijst is de 22e plaats, die zij bereikte in augustus 2016.

### Dubbelspel
Begu behaalde in het dubbelspel betere resultaten dan in het enkelspel. Zij debuteerde in 2005 op het ITF-toernooi van Câmpina (Roemenië), samen met landgenote Ruxandra Tudosoiu. Tijdens haar tweede dubbelspeltoernooi (in 2006) stond zij voor het eerst in een finale, op het ITF-toernooi van Galați (Roemenië), samen met landgenote Carmen-Raluca Ţibuleac – hier veroverde zij haar eerste titel, door het Roemeense duo Bianca Bonifate en Diana Gae te verslaan. In totaal won zij negentien ITF-titels, de laatste in 2014 in Medellín (Colombia).
In 2009 speelde Begu voor het eerst op een WTA-hoofdtoernooi, op het toernooi van Palermo, samen met de Spaanse Marta Marrero. Zij bereikten er de tweede ronde. Zij stond in 2012 voor het eerst in een WTA-finale, op het toernooi van Hobart, samen met landgenote Monica Niculescu – hier veroverde zij haar eerste titel, door het koppel Chuang Chia-jung en Marina Erakovic te verslaan. In 2016 nam zij deel aan de Olympische Spelen in Rio de Janeiro, met Monica Niculescu aan haar zijde. Tot op heden(juli 2025) won zij negen WTA-titels.
Haar beste resultaat op de grandslamtoernooien is het bereiken van de halve finale, op het Australian Open 2018. Haar hoogste notering op de WTA-ranglijst is de 22e plaats, die zij bereikte in oktober 2018.

#### Gemengd dubbelspel
In 2016 nam zij deel aan de Olympische Spelen in Rio de Janeiro, samen met Horia Tecău – zij bereikten de tweede ronde.

### Tennis in teamverband
In de periode 2010–2022 maakte Begu deel uit van het Roemeense Fed Cup-team – zij behaalde daar een winst/verlies-balans van 15–12.

## Posities op deWTA-ranglijst
Positie per einde seizoen:
| jaar | rang enkelspel | rang dubbelspel |
| ---- | -------------- | --------------- |
| 2006 | 974            | 821             |
| 2007 | 710            | 601             |
| 2008 | 231            | 406             |
| 2009 | 230            | 188             |
| 2010 | 214            | 157             |
| 2011 | 40             | 62              |
| 2012 | 52             | 37              |
| 2013 | 124            | 69              |
| 2014 | 42             | 56              |
| 2015 | 31             | 30              |
| 2016 | 29             | 170             |
| 2017 | 43             | 38              |
| 2018 | 66             | 23              |
| 2019 | 99             | 73              |
| 2020 | 76             | 123             |
| 2021 | 60             | 63              |
| 2022 | 34             | 134             |
| 2023 | 76             | 184             |
| 2024 | 83             | 1205            |

## Palmares
| Legenda                 |
| ----------------------- |
| Grandslamtoernooi       |
| Olympische Spelen       |
| Year-End Championships  |
| Premier Mandatory       |
| Premier Five / WTA 1000 |
| Premier / WTA 500       |
| International / WTA 250 |
| Challenger / WTA 125    |

### WTA-finaleplaatsen enkelspel
| nr.              | finale     | toernooi              | ondergrond    | tegenstandster              | score         |         |
| ---------------- | ---------- | --------------------- | ------------- | --------------------------- | ------------- | ------- |
| gewonnen finales |            |                       |               |                             |               |         |
| 01.              | 2012-09-15 | WTA Tasjkent          | hardcourt     | Donna Vekić                 | 6-4, 6-4      | details |
| 02.              | 2015-09-27 | WTA Seoel             | hardcourt     | Aljaksandra Sasnovitsj      | 6-3, 6-1      | details |
| 03.              | 2016-08-05 | WTA Florianópolis     | hardcourt     | Tímea Babos                 | 2-6, 6-4, 6-3 | details |
| 04.              | 2017-07-23 | WTA Boekarest         | gravel        | Julia Görges                | 6-3, 7-5      | details |
| 05.              | 2020-03-08 | WTA Indian Wells 125K | hardcourt     | Misaki Doi                  | 6-3, 6-3      | details |
| 06.              | 2022-07-24 | WTA Palermo           | gravel        | Lucia Bronzetti             | 6-2, 6-2      | details |
| 07.              | 2022-09-18 | WTA Boekarest         | gravel        | Réka Luca Jani              | 6-3, 6-3      | details |
| 08.              | 2024-09-08 | WTA Montreux          | gravel        | Petra Marčinko              | 1-6, 6-3, 6-0 | details |
| 09.              | 2024-11-09 | WTA Cali              | gravel        | Veronika Erjavec            | 6-3, 6-3      | details |
| 10.              | 2025-07-20 | WTA Iași              | gravel        | Jil Teichmann               | 6-0, 7-5      | details |
| verloren finales |            |                       |               |                             |               |         |
| 1.               | 2011-04-10 | WTA Marbella          | gravel        | Viktoryja Azarenka          | 3-6, 2-6      | details |
| 2.               | 2011-07-10 | WTA Boedapest         | gravel        | Roberta Vinci               | 4-6, 6-1, 4-6 | details |
| 3.               | 2014-10-19 | WTA Moskou            | hardcourt (i) | Anastasija Pavljoetsjenkova | 4-6, 7-5, 1-6 | details |
| 4.               | 2021-08-28 | WTA Cleveland         | hardcourt     | Anett Kontaveit             | 6-7, 4-6      | details |
| 5.               | 2023-07-23 | WTA Iași              | gravel        | Ana Bogdan                  | 2-6, 3-6      | details |
| 6.               | 2024-03-31 | WTA Antalya           | gravel        | Jéssica Bouzas Maneiro      | 2-6, 6-4, 2-6 | details |

### WTA-finaleplaatsen vrouwendubbelspel
| nr.              | finale     | toernooi           | ondergrond    | partner                 | tegenstandsters                           | score             |         |
| ---------------- | ---------- | ------------------ | ------------- | ----------------------- | ----------------------------------------- | ----------------- | ------- |
| gewonnen finales |            |                    |               |                         |                                           |                   |         |
| 1.               | 2012-01-14 | WTA Hobart         | hardcourt     | Monica Niculescu        | Chuang Chia-jung Marina Erakovic          | 6-7, 7-6, [10-5]  | details |
| 2.               | 2013-06-22 | WTA Rosmalen       | gras          | Anabel Medina Garrigues | Dominika Cibulková Arantxa Parra Santonja | 4-6, 7-6, [11-9]  | details |
| 3.               | 2014-02-23 | WTA Rio de Janeiro | gravel        | María Irigoyen          | Johanna Larsson Chanelle Scheepers        | 6-2, 6-0          | details |
| 4.               | 2014-09-21 | WTA Seoel          | hardcourt     | Lara Arruabarrena       | Mona Barthel Mandy Minella                | 6-3, 6-3          | details |
| 5.               | 2017-07-23 | WTA Boekarest      | gravel        | Raluca Olaru            | Elise Mertens Demi Schuurs                | 6-3, 6-3          | details |
| 6.               | 2017-10-15 | WTA Tianjin        | hardcourt     | Sara Errani             | Dalila Jakupović Nina Stojanović          | 6-4, 6-3          | details |
| 7.               | 2018-01-06 | WTA Shenzhen       | hardcourt     | Simona Halep            | Barbora Krejčíková Kateřina Siniaková     | 1-6, 6-1, [10-8]  | details |
| 8.               | 2018-07-22 | WTA Boekarest      | gravel        | Andreea Mitu            | Danka Kovinić Maryna Zanevska             | 6-3, 6-4          | details |
| 9.               | 2019-02-03 | WTA Hua Hin        | hardcourt     | Monica Niculescu        | Anna Blinkova Wang Yafan                  | 2-6, 6-1, [12-10] | details |
| verloren finales |            |                    |               |                         |                                           |                   |         |
| 1.               | 2012-04-29 | WTA Fez            | gravel        | Alexandra Cadanțu       | Petra Cetkovská Aleksandra Panova         | 6-3, 6-7, [9-11]  | details |
| 2.               | 2012-10-21 | WTA Luxemburg      | hardcourt (i) | Monica Niculescu        | Andrea Hlaváčková Lucie Hradecká          | 3-6, 4-6          | details |
| 3.               | 2015-02-21 | WTA Rio de Janeiro | gravel        | María Irigoyen          | Ysaline Bonaventure Rebecca Peterson      | 0-3, opg.         | details |
| 4.               | 2015-10-03 | WTA Wuhan          | hardcourt     | Monica Niculescu        | Martina Hingis Sania Mirza                | 2-6, 3-6          | details |
| 5.               | 2015-10-23 | WTA Moskou         | hardcourt (i) | Monica Niculescu        | Darja Kasatkina Jelena Vesnina            | 3-6, 7-6, [5-10]  | details |
| 6.               | 2018-06-30 | WTA Eastbourne     | gras          | Mihaela Buzărnescu      | Gabriela Dabrowski Xu Yifan               | 3-6, 5-7          | details |
| 7.               | 2018-09-29 | WTA Tasjkent       | hardcourt     | Raluca Olaru            | Olga Danilović Tamara Zidanšek            | 5-7, 3-6          | details |

### Gewonnen ITF-toernooien enkelspel
| nr. | finale     | toernooi      | ondergrond | dotatie   | tegenstandster in finale | score         |
| --- | ---------- | ------------- | ---------- | --------- | ------------------------ | ------------- |
| 1.  | 2007-09-09 | Brașov        | gravel     | $ 10.000  | Andreea Mitu             | 7-6, 6-2      |
| 2.  | 2008-09-07 | Brașov        | gravel     | $ 10.000  | Diana Enache             | 4-6, 6-4, 6-1 |
| 3.  | 2008-09-17 | Boedapest     | gravel     | $ 10.000  | Laura-Ioana Andrei       | 7-5, 6-1      |
| 4.  | 2008-10-11 | Jounieh       | gravel     | $ 50.000  | Anastasija Jakimava      | 6-2, 6-0      |
| 5.  | 2008-10-26 | Glasgow       | hardcourt  | $ 25.000  | Patricia Mayr            | 2-6, 7-5, 7-6 |
| 6.  | 2010-09-19 | Podgorica     | hardcourt  | $ 25.000  | Annalisa Bona            | 6-1, 6-1      |
| 7.  | 2011-02-13 | Cali          | gravel     | $ 100.000 | Laura Pous Tió           | 6-3, 7-6      |
| 8.  | 2011-07-23 | Boekarest     | gravel     | $ 100.000 | Laura Pous Tió           | 6-3, 7-5      |
| 9.  | 2014-03-09 | Campinas      | gravel     | $ 25.000  | Aleksandra Panova        | 6-2, 6-4      |
| 10. | 2014-03-16 | São Paulo     | gravel     | $ 25.000  | Aleksandra Panova        | 7-5, 4-6, 6-4 |
| 11. | 2014-07-06 | Contrexéville | gravel     | $ 100.000 | Kaia Kanepi              | 6-3, 6-4      |
| 12. | 2020-02-16 | Caïro         | hardcourt  | $ 100.000 | Lesja Tsoerenko          | 6-4, 3-6, 6-2 |

### Gewonnen ITF-toernooien dubbelspel
| nr. | finale     | toernooi  | ondergrond | dotatie   | partner                | tegenstandsters in finale                    | score             |
| --- | ---------- | --------- | ---------- | --------- | ---------------------- | -------------------------------------------- | ----------------- |
| 1.  | 2006-06-30 | Galați    | hardcourt  | $ 10.000  | Carmen-Raluca Ţibuleac | Bianca Bonifate Diana Gae                    | 6-2, 7-5          |
| 2.  | 2007-05-05 | Boekarest | gravel     | $ 10.000  | Simona Halep           | Laura-Ioana Andrei Ioana Gașpar              | 6-4, 6-2          |
| 3.  | 2008-06-11 | Boekarest | gravel     | $ 10.000  | Ioana Gașpar           | Mihaela-Florina Bunea Gabriela Niculescu     | 4-6, 6-3, [10-3]  |
| 4.  | 2008-07-15 | Hunedoara | gravel     | $ 10.000  | Elora Dabija           | Katarína Poljaková Zuzana Zlochová           | 7-5, 6-2          |
| 5.  | 2008-08-29 | Boekarest | gravel     | $ 10.000  | Laura-Ioana Andrei     | Ljoedmyla Kitsjenok Nadija Kitsjenok         | 6-2, 3-6, [10-6]  |
| 6.  | 2008-09-05 | Brașov    | gravel     | $ 10.000  | Laura-Ioana Andrei     | Bianca Hîncu Cristina Stancu                 | 6-2, 6-2          |
| 7.  | 2008-09-14 | Boedapest | gravel     | $ 10.000  | Laura-Ioana Andrei     | Davinia Lobbinger Efrat Mishor               | 6-2, 6-4          |
| 8.  | 2009-05-09 | Boekarest | gravel     | $ 100.000 | Simona Halep           | Julia Görges Sandra Klemenschits             | 2-6, 6-0, [12-10] |
| 9.  | 2010-04-10 | Icheon    | hardcourt  | $ 25.000  | Erika Sema             | Misaki Doi Junri Namigata                    | 6-0, 7-6          |
| 10. | 2010-07-30 | Boekarest | gravel     | $ 75.000  | Elena Bogdan           | María Irigoyen Florencia Molinero            | 6-1, 6-1          |
| 11. | 2010-08-08 | Hechingen | gravel     | $ 25.000  | Anaïs Laurendon        | Julia Schruff Erika Sema                     | 6-2, 4-6, [10-8]  |
| 12. | 2010-09-18 | Podgorica | gravel     | $ 25.000  | Mihaela Buzărnescu     | Valerija Solovjeva Maryna Zanevska           | 5-7, 7-5, [12-10] |
| 13. | 2010-09-26 | Boekarest | gravel     | $ 25.000  | Elena Bogdan           | Letícia Costas Moreira Eva Fernández Brugués | 6-1, 6-3          |
| 14. | 2011-02-11 | Cali      | gravel     | $ 100.000 | Elena Bogdan           | Jekaterina Ivanova Kathrin Wörle             | 2-6, 7-6, [11-9]  |
| 15. | 2011-06-11 | Marseille | gravel     | $ 100.000 | Nina Brattsjikova      | Laura-Ioana Andrei Mădălina Gojnea           | 6-2, 6-2          |
| 16. | 2011-07-22 | Boekarest | gravel     | $ 100.000 | Elena Bogdan           | Maria Elena Camerin İpek Şenoğlu             | 6-7, 7-6, [16-14] |
| 17. | 2012-07-22 | Boekarest | gravel     | $ 100.000 | Alizé Cornet           | Elena Bogdan Ioana Raluca Olaru              | 6-2, 6-0          |
| 18. | 2014-03-16 | São Paulo | gravel     | $ 25.000  | Aleksandra Panova      | María Fernanda Álvarez Terán María Irigoyen  | 6-4, 3-6, [11-9]  |
| 19. | 2014-04-06 | Medellín  | gravel     | $ 50.000  | María Irigoyen         | Monique Adamczak Marina Sjamajko             | 6-2, 7-6          |

### Gewonnen juniorentoernooien enkelspel
| nr. | finale     | toernooi                  | ondergrond | tegenstandster in finale | score         | graad |
| --- | ---------- | ------------------------- | ---------- | ------------------------ | ------------- | ----- |
| 1.  | 2006-06-17 | Raquette D'Or, Mohammedia | gravel     | Fatima El Allami         | 5-7, 6-3, 6-3 | 2     |

### Gewonnen juniorentoernooien dubbelspel
| nr. | finale     | toernooi                    | ondergrond | partner             | tegenstandsters in finale              | score         | graad |
| --- | ---------- | --------------------------- | ---------- | ------------------- | -------------------------------------- | ------------- | ----- |
| 1.  | 2006-12-16 | Yucatan World Cup           | hardcourt  | Ioana Gașpar        | Valeria Pulido Velasco Reka Zsilinszka | 3-6, 7-5, 6-3 | 1     |
| 2.  | 2010-04-09 | Citta' Di Santa Croce       | gravel     | Oksana Kalasjnikova | Jana Boetsjina Marta Sirotkina         | 7-5, 6-2      | 1     |
| 3.  | 2007-06-17 | Int. Jr. Tour. of Offenbach | gravel     | Oksana Kalasjnikova | Tyra Calderwood Zhang Ling             | 4-6, 6-3, 6-2 | 1     |

## Resultaten grandslamtoernooien
| Legenda | Legenda                          |
| ------- | -------------------------------- |
| g.t.    | geen toernooi gehouden           |
| l.c.    | lagere categorie                 |
| –       | niet deelgenomen                 |
| G       | uitgeschakeld in de groepsfase   |
| 1R      | uitgeschakeld in de eerste ronde |
| 2R      | uitgeschakeld in de tweede ronde |
| 3R      | uitgeschakeld in de derde ronde  |
| 4R      | uitgeschakeld in de vierde ronde |
| KF      | uitgeschakeld in de kwartfinale  |
| HF      | uitgeschakeld in de halve finale |
| F       | de finale verloren               |
| W       | het toernooi gewonnen            |
| w-v     | winst/verlies-balans             |

### Enkelspel
| toernooi        | 2011 | 2012 | 2013 | 2014 | 2015 | 2016 | 2017 | 2018 | 2019 | 2020 | 2021 | 2022 | 2023 | 2024 | 2025 |
| --------------- | ---- | ---- | ---- | ---- | ---- | ---- | ---- | ---- | ---- | ---- | ---- | ---- | ---- | ---- | ---- |
| Australian Open | –    | 1R   | 2R   | 1R   | 4R   | 1R   | 2R   | 2R   | 2R   | 1R   | 1R   | 2R   | 2R   | –    | 1R   |
| Roland Garros   | 2R   | 2R   | 1R   | –    | 3R   | 4R   | 1R   | 3R   | 3R   | 2R   | 1R   | 4R   | 3R   | 3R   | 1R   |
| Wimbledon       | 1R   | 1R   | 1R   | 2R   | 3R   | 1R   | 2R   | 1R   | –    | g.t. | 3R   | 3R   | 2R   | 1R   | 2R   |
| US Open         | 1R   | 2R   | 1R   | 2R   | 1R   | 1R   | 1R   | 2R   | –    | 1R   | 1R   | 2R   | 1R   | –    |      |

### Vrouwendubbelspel
| toernooi        | 2011 | 2012 | 2013 | 2014 | 2015 | 2016 | 2017 | 2018 | 2019 | 2020 | 2021 | 2022 | 2023 | 2024 | 2025 |
| --------------- | ---- | ---- | ---- | ---- | ---- | ---- | ---- | ---- | ---- | ---- | ---- | ---- | ---- | ---- | ---- |
| Australian Open | –    | KF   | 3R   | 1R   | 2R   | 1R   | 1R   | HF   | 2R   | 1R   | 1R   | 1R   | 1R   | –    | 1R   |
| Roland Garros   | –    | 1R   | 2R   | 3R   | 2R   | –    | KF   | 2R   | 1R   | 1R   | HF   | 2R   | 1R   | 1R   | KF   |
| Wimbledon       | 1R   | 2R   | 1R   | 1R   | 2R   | 1R   | –    | KF   | 3R   | g.t. | –    | 1R   | 2R   | 1R   | –    |
| US Open         | 2R   | 1R   | 1R   | 1R   | 3R   | 1R   | 1R   | 2R   | –    | –    | 2R   | 1R   | 1R   | –    |      |

### Gemengd dubbelspel
| toernooi            | 2016 | 2017 | 2018 | 2019 |
| ------------------- | ---- | ---- | ---- | ---- |
| grandslamtoernooien |      |      |      |      |
| Australian Open     | –    | 2R   | –    | 1R   |
| Roland Garros       | –    | –    | –    | –    |
| Wimbledon           | –    | –    | –    | –    |
| US Open             | –    | –    | –    | –    |
| olympisch           |      |      |      |      |
| Olympische Spelen   | 2R   | g.t. | g.t. | g.t. |